# Aloeides depicta
Aloeides depicta är en fjärilsart som beskrevs av Tite och Dickson 1968. Aloeides depicta ingår i släktet Aloeides och familjen juvelvingar. Inga underarter finns listade i Catalogue of Life.